# Forcipomyia nigricoxis
Forcipomyia nigricoxis är en tvåvingeart som beskrevs av Maurice Emile Marie Goetghebuer 1935. Forcipomyia nigricoxis ingår i släktet Forcipomyia och familjen svidknott. Inga underarter finns listade i Catalogue of Life.